# Komputerowe Wspomaganie Sterowania Ruchem
Komputerowe Wspomaganie Sterowania Ruchem (KWSR) – system łączności radiowej wraz z urządzeniami i oprogramowaniem wspomagającym sterowanie ruchem pojazdów komunikacji miejskiej. Wdrożony w 1997 w MPK Poznań.

## Historia
W latach 90. XX wieku MPK Poznań uzgodniło z firmą TTI opracowanie systemu wymiany informacji między pojazdami komunikacji miejskiej a Centralą Nadzoru Ruchu. W sierpniu 1997 system rozpoczął pracę w 117 autobusach w Poznaniu. Następnie zwiększano liczbę urządzeń do 300 w autobusach oraz kilkudziesięciu w pojazdach służb technicznych. Urządzenia KWSR są montowane także w tramwajach.

## Dane techniczne

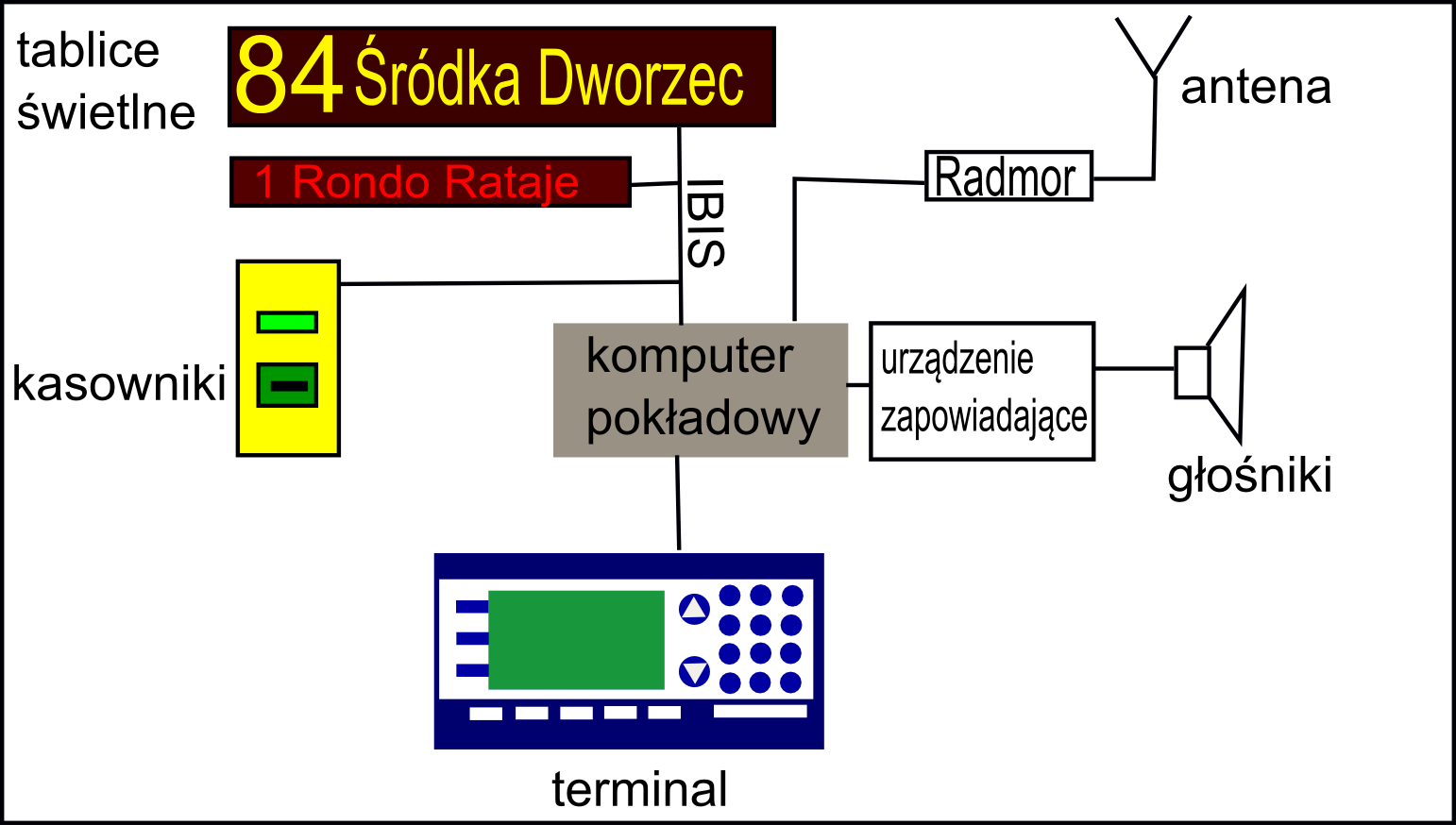
Schemat urządzeń KWSR w pojeździe

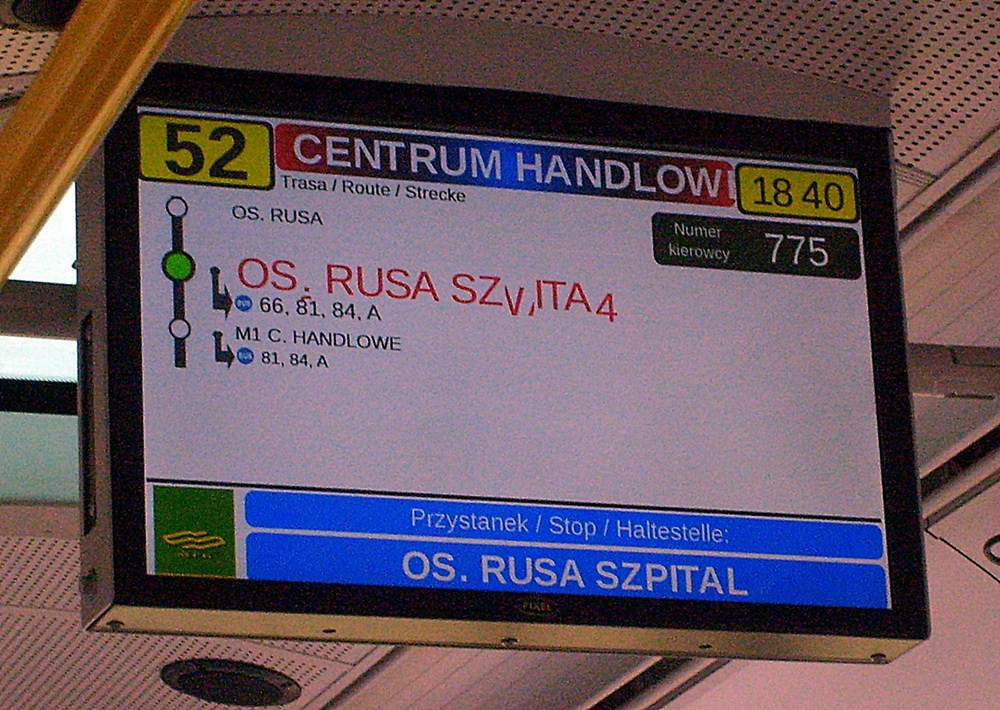
Wyświetlacz wewnątrz pojazdu prezentuje dane o numerze linii, aktualnym przystanku, przesiadkach, godzinie oraz numerze kierowcy

### Urządzenia
Nadajniki i odbiorniki:
- 1997-2005 - urządzenia oparte na radiotelefonach przenośnych serii 3005 (400 MHz)[1][3]
- od 2005 - urządzenia oparte na radiotelefonach przenośnych serii 3801[1][4]

### Przesyłane komunikaty
Komputer pokładowy w pojeździe automatycznie:
- steruje urządzeniami peryferyjnymi (kasowniki, tablice świetlne wewnętrzne i zewnętrzne, głośniki)
- zlicza przebytą trasę (pobiera dane z tachografu) i określa położenie pojazdu
- wysyła komunikaty o położeniu pojazdu
- wysyła komunikaty o opóźnieniu/przyspieszeniu pojazdu

Komunikacja z urządzeniami odbywa się według normy VDV po magistrali danych pojazdu (IBIS). Komunikacja z Centrum Nadzoru odbywa się na zasadzie "odpytywania" każdego pojazdu przez Centrum. W odpowiedzi pojazd wysyła komunikat o swoim położeniu. Opcjonalnie mogą być wysyłane dane o ruszeniu lub zatrzymaniu pojazdu, otwartych drzwiach, itp. Możliwa jest także nawiązanie rozmowy pracownika Centrum z kierowcą (duosimplex). System automatycznie generuje komunikat o zakłóceniu ruchu, gdy dane dotyczące opóźnienia, przyspieszenia lub innych parametrów czasowych przekroczą ustalone progi.
Ręczne sterowanie przesyłanymi komunikatami odbywa się za pomocą terminala. Logowanie do systemu polega na wybraniu numeru linii oraz numeru brygady. Parametry te służą komputerowi do wygenerowania komunikatów do urządzeń peryferyjnych, np. wyświetlenia numeru linii i kierunku na tablicy kierunkowej lub ustawienia kasowników tak, by drukowały właściwe dane linii, czasu i przystanku. Kierowca poprzez terminal wprowadza informację o rozpoczęciu każdego następnego kursu. Po wprowadzeniu tej informacji komputer rozpoczyna zliczanie przebytej trasy. Komputer mając dostęp do danych (zapisanej wcześniej odległości między przystankami) i porównując je z przebytą trasą określa położenie pojazdu. Kierowca może ręcznie wysłać komunikaty do Centrum o treści: awaria, brak zmiany, napad lub inny zdefiniowany. Każdy z komunikatów ma przypisany priorytet. W przypadku komunikatu o napadzie Centrala jest blokowana do momentu aż nie nawiąże łączności z wywołującym pojazdem (najwyższy priorytet); dodatkowo w pojeździe włączany jest mikrofon służący do podsłuchu. W Centrali oprócz informacji na ekranie terminala możliwe jest podłączenie urządzeń sygnalizacyjnych (np. dla sygnału "napad" - syrena, dla innych komunikatów - gong). Komunikaty zebrane przez komputer w Centrali są obrazowane i wyświetlane na monitorze w postaci tekstu oraz mapy. Umożliwia to zaplanowanie kursów awaryjnych, informowanie pasażerów o opóźnieniach, wpływanie na pracę sterowników ruchu ulicznego. Informacje o czasie przejazdu na wyznaczonych trasach służą do generowania statystyk (opóźnienia, najbardziej obciążone trasy i odcinki) - służy do tego Moduł Statystyczny.